# Байсангуров, Увайс
Увайс Байсангуров (1961 — 9 апреля 2020, Киев) — украинский тренер по боксу. Наиболее известными его воспитанниками были два его сына Хасан и Хусейн, и племянники Заурбек и Саламбек.

## Известные воспитанники
Чеченец. Его сын Хасан Байсангуров по состоянию на август 2019 года провёл на профессиональном ринге 19 боёв, из которых выиграл 18 и стал чемпионом мира по версии WBA. Его старший брат Хусейн на февраль 2020 года провёл 17 боёв и выиграл 16 из них, был чемпионом мира по версиям WBA и IBF.
Племянник Саламбек Байсангуров по состоянию на август 2017 года провёл 9 боёв, из которых выиграл 8 (из которых 4 нокаутом). Но наиболее известным воспитанником Увайса Байсангуров стал другой его племянник Заурбек, старший брат Саламбека — чемпион Европы по версии EBU, чемпион мира по версиям WBA, WBO и IBO. На счету Заурбека Байсангурова 29 побед в 30 боях (из них 21 — нокаутом).
Байсангуров был наставником Умара Саламова — чемпиона мира по версиям WBO и IBF.
Также Увайс Байсангуров был руководителем промоушена, продвигавшего таких спортсменов, как Умар Саламов и Рамиль Гаджиев.